# 무책임 함장 테일러의 등장인물 목록
다음은 무책임 함장 테일러의 등장인물 목록이다.

## 행성 연합 우주군
저스티 우에키 테일러 (저스티 아담스 테일러)
성우 - 츠지타니 고지/홍시호
본 애니메이션의 주인공으로 전설의 사나이. 쉬운 생활을 선택하기 위해 행성 연합 우주군에 합류하게 된다. 
야마모토 마코토 (마커스 리갈)
성우 - 하야미 쇼/이정구
군인가문에서 태어나 우주군 사관학교를 수석으로 졸업하고 엘리트코스를 걸어온 사나이. 소요카제의 첫번째 장교이며 전문적인 분위기를 차리기 위해 힘쓰게된다. 
유리코 스타 (유리아 스타)
성우 - 아마노 유리/박영희
원래는 미후네 중장의 부관이었으나 테일러를 만나게 된후, 구축함 소요카제 호에 자원하게 된다. 